# Roberto César
Roberto César (sinh ngày 19 tháng 12 năm 1985) là một cầu thủ bóng đá người Brasil.

## Sự nghiệp câu lạc bộ
Roberto César đã từng chơi cho Albirex Niigata và FC Tokyo.